# ブルーアワーにぶっ飛ばす
『ブルーアワーにぶっ飛ばす』（ブルーアワーにぶっとばす）は、2019年の日本映画。監督・脚本は箱田優子。

## 概要
第2回TSUTAYA CREATORS' PROGRAMに箱田優子が応募した「ブルーアワー（仮）」が審査員特別賞を受賞し、映画化が決定する。
シム・ウンギョンの日本映画の出演は本作が初（公開は「新聞記者」が先）。
主演の夏帆とシム・ウンギョンは、この作品で高崎映画祭の最優秀主演女優賞をダブル受賞した。

## キャスト
- 砂田夕佳：夏帆（幼少期：上杉美風）
- 清浦あさ美：シム・ウンギョン
- 砂田澄夫：黒田大輔
- 砂田浩一：でんでん
- 砂田俊子：南果歩
- 玉田篤：渡辺大知
- 冨樫晃：ユースケ・サンタマリア
- 大御所俳優：嶋田久作
- 伊藤沙莉、小野敦子、高山のえみ、水澤紳吾、水間ロン　ほか

## スタッフ
- 撮影：近藤龍人
- 照明：藤井勇
- 録音：小川武
- キャスティングディレクター：元川益暢
- 美術：井上心平
- 編集：今井大介
- 音楽：松崎ナオ
- 音楽監修：池永正二
- 刀剣所作：高瀬将嗣
- ロケ協力：いばらきフィルムコミッション、牛久市、石岡フィルムコミッション、小美玉フィルムコミッション、常総フィルムコミッション、土浦フィルムコミッション　ほか
- 企画・プロデュース：遠山大輔
- プロデューサー：星野秀樹
- 製作者：中西一雄、定井勇二、根本浩史、下田淳行、朝妻一郎、吉田尚子
- 製作委員会メンバー：カルチュア・エンタテインメント、ビターズ・エンド、TSUTAYA Digital Entertainment、ツインズジャパン、フジパシフィックミュージック、TCエンタテインメント

## 受賞歴
- 第22回 上海国際映画祭アジア新人部門 最優秀監督賞（箱田優子）
- 第34回 高崎映画祭 最優秀主演女優賞（夏帆）
- 第34回 高崎映画祭 最優秀主演女優賞（シム・ウンギョン）
- 第19回 ニッポン・コネクション ニッポン・ヴィジョンズ審査員 スペシャル・メンション

## コミカライズ
『ブルーアワーにぶっ飛ばす』徳間書店
- 著者：箱田優子
- 2019年9月6日発売、ISBN 978-4198945046